# توماس هیل (بازیکن فوتبال)
توماس دنیل هیل (به انگلیسی: Thomas Daniel Hill) (متولد ۱۳ اکتبر ۲۰۰۲) یک بازیکن فوتبال با ملیت دوگانه برای تیم‌های ملی انگلستان، ولز و جمهوری ایرلند است که به عنوان هافبک برای باشگاه هروگیت تاون در لیگ دو فوتبال انگلستان بازی می‌کند. او بازیکن تیم ملی فوتبال زیر ۲۱ سال ولز نیز می‌باشد.

## عملکرد باشگاهی

### لیورپول
هیل اولین بازی حرفه‌ای خود را برای لیورپول در ۱۷ دسامبر ۲۰۱۹ انجام داد و در مرحله یک‌چهارم نهایی از جام اتحادیه مقابل استون ویلا به میدان رفت. در ۵ اوت ۲۰۲۰، هیل قراردادش را با لیورپول تمدید کرد.
در سپتامبر ۲۰۲۰، هیل دچار مصدومیت رباط صلیبی قدامی شد و فصل برای او با این مصدومیت به پایان رسید؛ ماه بعد و با گذر از ۱۸ سالگی، او قرارداد بلندمدت جدیدی با لیورپول امضا کرد.

#### هروگیت تاون
در ۲۲ ژانویه ۲۰۲۵، هیل با قراردادی ۱۸ ماهه به باشگاه لیگ دو، هروگیت تاون پیوست.

## عملکرد ملی
هیل که در انگلستان متولد شده است، تبار ایرلندی و ولزی دارد. در ۱۱ مارس ۲۰۲۲، او به تیم ملی فوتبال زیر ۲۰ سال ایرلند و در ۱۴ مارس ۲۰۲۳، او به تیم ملی فوتبال زیر ۲۱ سال ولز فراخوانده شد. در ۱۳ اکتبر ۲۰۲۳، او اولین بازی خود را برای تیم زیر ۲۱ سال ولز در یک بازی از رقابت‌های مقدماتی قهرمانی زیر ۲۱ سال اروپا ۲۰۲۵ مقابل جمهوری چک انجام داد.

## آمار عملکرد
| باشگاه         | فصل     | لیگ      | لیگ      | لیگ    | جام حذفی | جام حذفی | جام اتحادیه | جام اتحادیه | اروپا    | اروپا  | سایر     | سایر   | مجموع    | مجموع  |
| باشگاه         | فصل     | دسته     | بازی(ها) | گل(ها) | بازی(ها) | گل(ها)   | بازی(ها)    | گل(ها)      | بازی(ها) | گل(ها) | بازی(ها) | گل(ها) | بازی(ها) | گل(ها) |
| -------------- | ------- | -------- | -------- | ------ | -------- | -------- | ----------- | ----------- | -------- | ------ | -------- | ------ | -------- | ------ |
| لیورپول زیر ۲۱ | ۲۰–۲۰۱۹ | —        | —        | —      | —        | —        | —           | —           | —        | —      | 2        | ۰      | ۲        | ۰      |
| لیورپول        | ۲۰–۲۰۱۹ | لیگ برتر | ۰        | ۰      | ۰        | ۰        | ۱           | ۰           | —        | —      | —        | —      | ۱        | ۰      |
| مجموع          | مجموع   | مجموع    | ۰        | ۰      | ۰        | ۰        | ۱           | ۰           | ۰        | ۰      | ۲        | ۰      | ۳        | ۰      |

1. ↑  بازی(ها) در جام حذفی لیگ فوتبال انگلستان